# Zac Farro
Zachary Wayne Farro (Voorhees, New Jersey, 4 de junho de 1990) é um baterista e músico estadunidense. Zac foi membro da banda de rock alternativo Paramore mas ele e seu irmão, Josh Farro, anunciaram sua saída do grupo em 18 de dezembro de 2010. Eles formaram uma nova banda, Novel American, que existiu de 2011 a 2014 e nunca chegaram a gravar um trabalho juntos. Contudo, em fevereiro de 2017, ele anunciou seu retorno ao grupo Paramore.

## Biografia e carreira
Ainda muito criança Zac mudou com sua família de sua cidade natal de Voorhees em Nova Jérsei para Franklin no Tennessee. O interesse por música veio cedo. Quando ele tinha 9 anos, sua escola começou um programa chamado "Bach to Rock" e seu professor o chamou para se sentar na bateria e brincar um pouco. A partir daí, Zac passou a importunar seus pais para que eles lhe comprassem uma bateria, o que aconteceu dois anos depois. Seu irmão Josh havia ganhado uma guitarra pouco tempo antes e os dois passaram a chamar alguns amigos e tocar covers de suas bandas favoritas na garagem.
Rapidamente Josh e Zac começaram a adotar a ideia de formar uma banda, mas ambos sabiam que não seria possível com apenas um guitarrista e um baterista. Foi então que Zac conheceu Hayley na escola, e entre as conversas Zac menciona que tem uma banda com o irmão e que eles procuravam um vocal. Hayley fica animada e diz que sabe cantar e quer fazer parte do grupo. Zac aceita e ela em um dos ensaios impressionou Josh,e formou-se então a banda. A primeira musica que eles escreveram como banda foi "Conspiracy". Mais tarde com a chegada de um baixista (Jeremy Davis) e de um guitarrista rítmico (Jason Bynum) formou-se oficialmente em 2004 a banda Paramore. Em fevereiro de 2010, após seis anos no grupo, Zac deixou a banda junto com seu irmão, Josh.

### HalfNoise
Dois dias após a saída dos Paramore, Zac começou um novo projecto, "Tunnel". O duo mudou o nome da banda para "HalfNoise" por haver já outras bandas com o nome de "Tunnel".  Da banda fazem parte Zac Farro (Bateria, vocal) e Jason Clarke (Guitarra).

### Retorno ao Paramore
Em 2 de fevereiro de 2017, Paramore anunciou pelas suas redes sociais que Zac Farro se juntou novamente a Hayley Williams e Taylor York na banda. Zac já estava trabalhando com o grupo no seu quinto álbum de estúdio.

## Discografia

### Paramore
- All We Know Is Falling (26 de julho de 2005)
- Riot! (12 de junho de 2007)
- Brand New Eyes (29 de setembro de 2009)
- After Laughter (12 de maio de 2017)
- This is Why (10 de fevereiro de 2023)

### HalfNoise
- HalfNoise (EP) (2 de outubro de 2012)
- Volcano Crowe (30 de setembro de 2014)
- Sudden Feeling (9 de setembro de 2016)
- The Velvet Face (EP) (24 de março de 2017)
- Flowerss (EP)  (4 de maio de 2018)
- Natural Disguise (4 de outubro de 2019)
- Motif (5 de novembro de 2021)

## Influências
- Dave Grohl
- William Goldsmith
- Riley Breckenridge